# Михаил IX Палеолог
Михаи́л IX Палеоло́г (греч. Μιχαήλ Θ' Παλαιολόγος; 17 апреля 1277 — 12 октября 1320) — византийский император, правивший в 1294—1320 гг.
Михаил IX был человеком безупречных нравов и хорошим помощником отцу, однако во всех битвах терпел неизменные поражения, хотя и прослыл отважным воином: каталонский военный хронист Рамон Мунтанер оставил о нём отзыв как о человеке воинственном и смелом:
«Кир Михаил был одним из самых храбрых рыцарей на свете…»
В памяти же византийцев Михаил IX остался «благочествивейшим господином» и «подлинным царем по имени и по делам».

## Происхождение
Михаил был старшим сыном императора Андроника II и венгерской принцессы Анны (1260—1281, в браке с 8 ноября 1273). Родился в полдень в Пасхальное воскресенье 1277 г., что было признано в народе чудом. Отец-император души не чаял в ребёнке, который стал ему большим утешением после преждевременной кончины его жены Анны. Андроник II объявил его формальным басилевсом-соправителем в трёхлетнем возрасте, и после того, как сын стал совершеннолетним, подтвердил его властные полномочия. 21 мая 1294 г. в храме св. Софии в Константинополе патриарх Иоанн XII венчал Михаила на царство. В последующие годы Андроник доверил сыну ведение войн против внутренних и внешних врагов.

## Военная деятельность

### Столкновение при Магнезии (1302)
Ранней весной 1302 г. Михаил совершил свой первый в жизни поход против османских турок, чем заранее сильно гордился, ибо давно желал, как передаёт историк Георгий Пахимер, получить шанс проявить себя в сражении. Под его началом было собрано до 16 тысяч воинов, 10 тысяч из которых составлял отряд наёмников-аланов; последние, впрочем, плохо исполняли свой долг и с одинаковым рвением грабили как турецкое население, так и греческое. Император встал лагерем у крепости Магнезия, недалеко от Смирны, там где в древности развернулось большое сражение между римлянами и сирийским царем Антиохом III. Помня о низком боевом духе своих людей, Михаил не решился начать бой первым, поскольку турки успели занять все выгодные позиции — вершины окрестных гор и укрытия в лесах — и при первом же столкновении легко отбили бы натиск греческих ополченцев и лёгкой аланской конницы. Ещё одной причиной, по которой молодой император предоставил врагам возможность напасть первыми, были проблемы в его собственном войске. Своенравные наёмники не желали исполнять его распоряжений, и, по сведениям Григоры,

«…часто без всякого порядка выходили на добычу и сами ещё более опустошали римские владения, чем явные враги».
Тем временем турки выбрали момент и спустились с гор. Михаил приказал готовиться к бою, но его никто не послушал: оробевшие воины не хотели начинать битву и думали только о бегстве.

«Наши не дождались и первого нападения неприятелей и, снявшись оттуда, пошли тихим шагом, имея в тылу у себя варваров, которые шли за ними и расположились лагерем в самом близком от них расстоянии. Наши не видали даже, как велико число неприятелей; от трусости с ними случилось тоже, что бывает с пьяными: пьяные видят не то, что есть на самом деле, но воображают, что это что-то другое… Прежде чем успевают неприятели сделать на них нападение, они сами уже обращаются в бегство от своей трусости… Царь, видя, что массагеты (то есть аланы) обратились в бегство и не имея возможности с небольшим числом воинов противостоять варварам, заперся в твердейшей крепости, Магнезии, и ограничился одним наблюдением, чем дело кончится. Массагеты же доходят до самого Геллеспонта, опустошая все поля христиан, и оттуда перебираются в Европу».

Византия при Михаиле IX.

После поражения и недолгого пребывания в крепости Магнезия Михаил отступил в Пергам, потом отправился в Адрамиттий, где встретил новый 1303 г., и к лету был в городе Кизик. Он ещё не оставлял попыток собрать новое войско взамен распавшегося старого и поправить ситуацию. Но к тому времени турки уже захватили области по низовью Сангары и разбили ещё одну греческую армию в местечке Бафей, поблизости от Никомедии (27 июля 1302). Всем становилось ясно, что византийцы проиграли войну. В довершении ко всем бедам Михаил IX тяжело заболел. Доехав до крепости Пиги, он не смог продолжать путь и слег в постель. Многие посчитали, что его дни сочтены; умирающий, он горестно наблюдал, как победители делят захваченные ими до самого побережья Эгейского моря византийские земли. Годом позднее турецкий полководец Айдын захватил город Эфес (24 октября 1304) и, ненадолго, остров Родос.
Император проболел все последние месяцы 1303 г. Его здоровье поправилось только к январю 1304 г., так что Михаил смог, наконец, покинуть крепость и вернуться в Константинополь вместе с супругой Ритой, которая, лишь узнав о его болезни, поспешила в Пиги и все месяцы болезни находилась при муже.

### Сражение при Скафиде(1304)

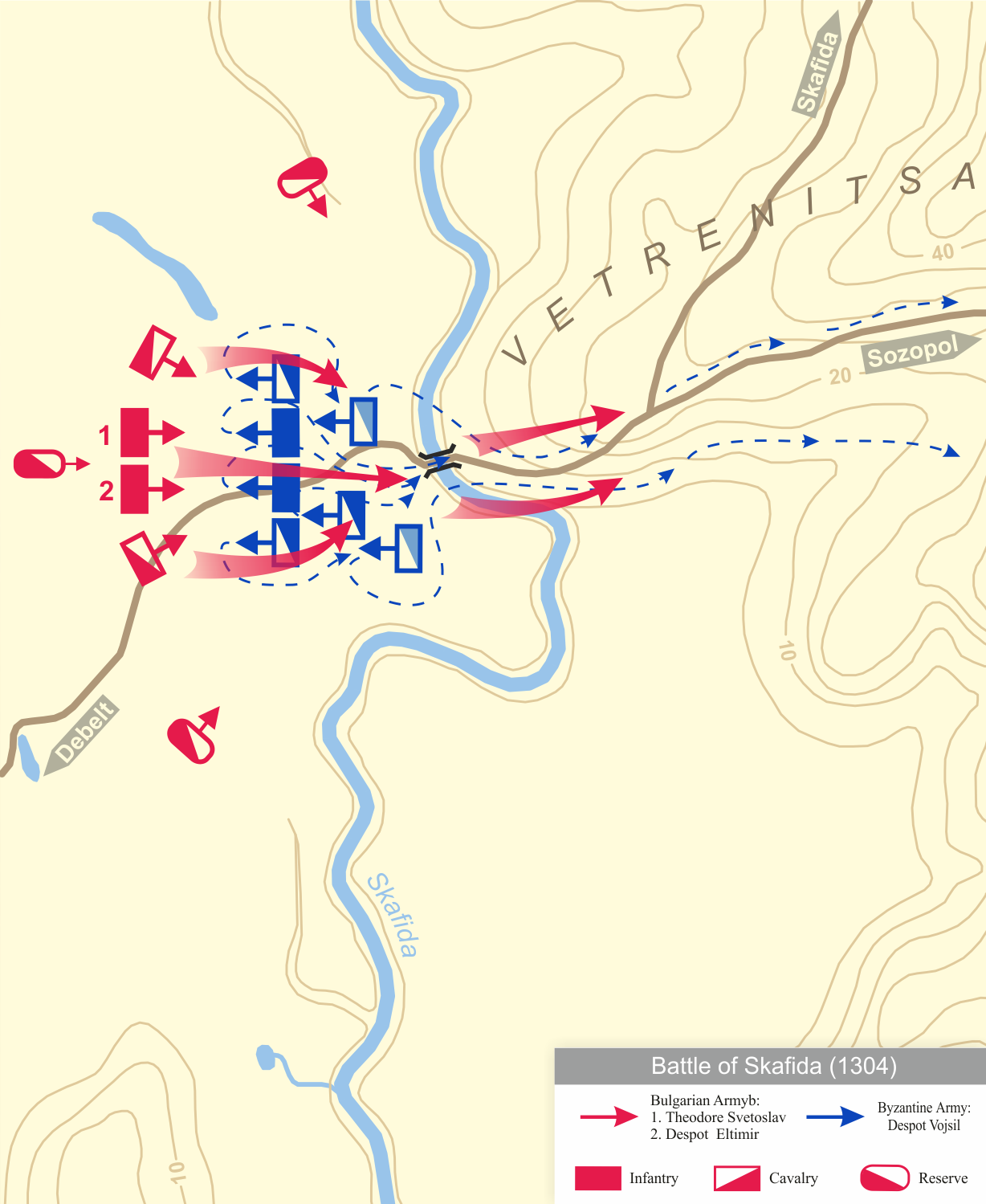
План сражения при Скафиде.

В 1303—1304 гг. болгарский царь Святослав вторгся в Восточную Фракию. Михаил IX в это время был занят войной с мятежной каталонской дружиной (см. ниже), предводитель которой, Рожер де Флор, отказывался воевать с болгарами если императоры не выплатят ему условленную денежную сумму. Чтобы не допустить объединения каталонцев и болгар, Михаилу пришлось выступить против последних, разделив командование над войском с многоопытным полководцем Михаилом Главой, который, однако, к решающему сражению тяжело заболел и от военных дел устранился. К тому моменту болгары уже успели покорить крепости Месембрию, Анхиал, Созополь, Ахтополь, Русокастро (полный перечень см. в сноске) и другие укрепления по берегу Чёрного моря. Тем не менее, последующие события поначалу были благоприятными для ромеев.
Император разбил врагов в нескольких стычках, после чего многие захваченные болгарами крепости сдались ему без боя. Его успехи произвели впечатление в Константинополе, где патриарх Афанасий во время проповеди сказал похвальное слово о Михаиле IX и его победах. Так же сохранился панегирик, в котором неизвестный стихотворец превозносит победы Византии в то время.
Ранней осенью 1304 г. отступавшим болгарам пришлось дать Михаилу генеральную битву.
В начале боя император, храбро бившийся в первых рядах, имел преимущество перед врагом. Он заставил болгар отступить по дороге к Созополю, но не сумел удержать разгорячённых погоней собственных солдат. Между ромеями и бегущими болгарами оказался глубокий и очень бурный ручей, называемый Скафидой, единственный мост через который был повреждён болгарами перед сражением. Когда византийские воины в большом скоплении пытались переправиться по мосту, он рухнул. Множество солдат утонуло, остальные стали паниковать. В эту минуту болгары вернулись к мосту и решили исход битвы, вырвав у врагов победу.
Несколько сотен византийцев попали в плен. Чтобы выкупить пленников и набрать новое войско Андроник II и его сын были вынуждены продать свои драгоценности. С переменным успехом военные действия велись ещё несколько лет; наконец, в 1307 г. был заключён невыгодный для Византии мир, сохранявшийся в течение следующих 15 лет, причём Михаилу IX пришлось отдать свою дочь Феодору в жены Святославу, своему удачливому противнику.

### Сражение при Апрах (1305)

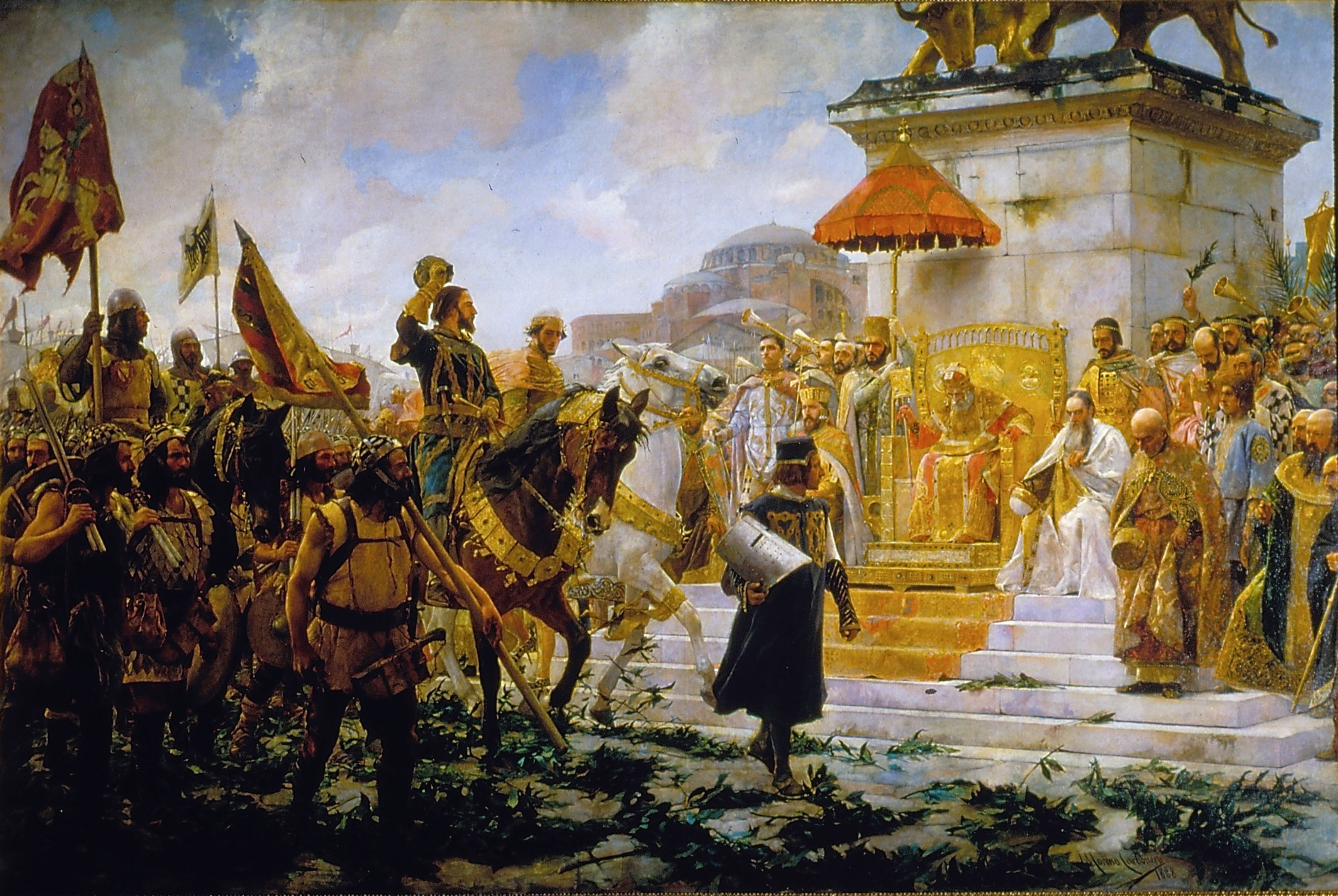
Рожер де Флор со своей дружиной перед византийским императором.

Весной 1305 г. Михаил по отцовскому поручению вёл в Адрианополе переговоры с мятежным каталонским кондотьером Рожером де Флором. По свидетельству Григоры, Рожер пытался вести нечестную игру: грабил греческие поселения, добился, чтобы ему отдали в собственность всю Анатолию с островами и доходами с правом раздавать лены в собственность своим вассалам и содержать личное войско, вытребовал у императоров жалованье для своих солдат в размере 100 тысяч золотых и вымогал ещё 300 тысяч. (Для сравнения: во время «Войны двух Андроников» Андронику-младшему потребовалось всего 45 тысяч, чтобы содержать своё войско):
«...оставив прочих воинов в крепости Галлиполи, с 200 других, отборных, [он решил] отправиться к царю Михаилу, бывшему тогда с войском во Фракии, и потребовать от него положенного ему с дружиной годового жалованья, а если будет нужно, то и пригрозить ему. Когда он сделал это, царь вспылил от гнева, который, впрочем, уже давно таил на Рожера в душе, и воины, в значительном числе окружавшие Михаила, обнажив мечи, тут же возле царской ставки изрубили Рожера и вместе с ним некоторых из его спутников. Но большая часть из них спаслась бегством и поспешила уведомить о происшедшем каталонцев, бывших в Галлиполи».
По другим сведениям, знаменитый кондотьер был коварно убит во дворце в Адрианополе во время ночной попойки с ромейскими полководцами подростком-аланом по имени Гиркон, отец которого был убит де Флором несколькими неделями ранее. Рамон Мунтанер в отличие от Григоры говорит только о троих спасшихся каталонцах и называет их поименно, добавляя, что перед резнёй Михаил завидовал Рожеру по причине впечатляющих побед над турками, одержанных кондотьером в Азии. Известно так же, что Михаил и Рожер конфликтовали друг с другом: так, ещё в 1303 г. де Флор со своими людьми прибыл в Пиги, где находился больной Михаил IX, но тот приказал не впускать каталонцев в крепость и отказал в приёме их вождю. Неясно, однако, был ли виновен Михаил в убийстве, или все произошло стихийно и без подготовки. В пользу последнего может говорить тот факт, что каталонцы и ромеи пьянствовали почти всю неделю, прежде чем случилось роковое происшествие (30 апреля). Впрочем, для нескольких тысяч остававшихся в Галлиполи разъяренных каталонцев подробности расправы не имели никакого значения. Их новые предводители, «великий дукс» Беренгарий д’Эстенс и храбрый воин Беренгарий Рокафорте, словно монархи независимой державы, отправили в Константинополь гордое посольство с объявлением войны, как того требовал рыцарский этикет. Не желавшему войны Андронику II пришлось оправдываться перед двумя искателями славы, унижая свой древний титул и прося ему поверить в том, что де Флор был убит не по его приказу. Но его противники не хотели ничего слушать. 5 тысяч озлобленных на ромеев каталонцев соединились с турецким отрядом в 500 ратников, укрепились в Галлиполи, в одночасье перерезав всех горожан-греков, и стали совершать набеги на Фракию, грабя её днём и ночью. Рокафорте взял крепости Родосто и Панидо: их население было перебито или продано в рабство. В Галлиполи обосновались другие предводители наёмников — Рамон Мунтанер, будущий историограф «великой кампании», и Фернандо Хименес, впоследствии перешедший со своим отрядом к византийцам. Поскольку дерзость их в ту пору казалась совершенно нестерпимой, Михаил, взяв все фракийские и македонские полки, аланскую вспомогательную конницу и также добавив к ним около 1000 туркопулов (крещённых турок) во главе с их командиром по имени Мелех, подошёл к крепости Апры (древний Феодосиополь), равнину восточнее которой занял враг. В общей сложности под его началом было собрано приблизительно 14 тысяч воинов (по другим данным — 40 тысяч) против 5 или 6 тысяч каталонцев и нескольких сотен турок.

«Чрез несколько дней некоторые из досмотрщиков пришли с известием, что неприятели близко. Царь встал и приказал войску вооружаться, а предводителям и военачальникам выстраивать и готовить к битве фаланги с их ближайшими начальниками. Видя, что неприятели построились тремя фалангами, они и сами сделали тоже. Туркопулы с массагетами (аланами) составили левое крыло, на правом стали отборные всадники из фракийцев и македонцев, а в средине остальная, очень большая часть конницы вместе с пехотою. Царь, объезжая ряды, воодушевлял воинов к мужественному нападению. С восходом солнца и неприятели подошли и выстроились напротив, имея на том и на другом крыле турков, а каталонские тяжело вооружённые фаланги в средине по причине их неповоротливости».
Но едва был дан сигнал к битве, и каталонцы устремились в бой с кличем «Арагон! Арагон! Святой Георг!», как повторилось памятное поражение при Магнезии. Туркопулы и аланы внезапно покинули поле боя. Такая неожиданность отняла у ромеев всю отвагу. Михаил, увидев, что ряды его солдат смешались, со слезами обратился к ним, умоляя их стоять крепко. Но те совершенно его не слушали и бросились бежать без оглядки. C императором осталось всего около сотни рыцарей. Большая часть пехоты была сильно потрепана каталонцами, которые бросились преследовать ромеев.
Сам Михаил держался с возможным мужеством.

«Видя, что дело дошло до отчаянного положения, и что большая часть пехоты беспощадно изрублена и истоптана, царь это время нашёл вполне приличным, чтобы не щадить себя для подданных и, бросившись на явную опасность, тем самым пристыдить вероломных воинов. А потому, обратившись к окружающим (их было очень мало), сказал: „Господа! Теперь такое время, что смерть лучше жизни, а жизнь хуже смерти“. Сказав это и призвав божественную помощь, он бросается вместе с ними на неприятелей и убивает из них некоторых, попавшихся под руку, разрывает фалангу и тем производит немалое замешательство в неприятельском войске. Стрелы так и сыпались на него, как и на коня, но он остался цел. Когда же конь его пал, он очутился в опасности быть окружённым неприятелями, и, быть может, дело и дошло бы до такого несчастья, если бы кто-то из бывших при нём, из любви к своему государю, не пожертвовал за него жизнью, отдав ему своего коня. Чрез это царь спасся от опасности, уже нависшей над ним; а тот, кто отдал ему своего коня, попал под неприятельских лошадей и лишился жизни».
Михаил отступил в Дидимотику, где встретился с Андроником II, сделавшим сыну длинный и строгий выговор, поскольку тот без нужды подвергал себя смертельному риску. Одновременно он стал объектом жестоких нападок со стороны басилисы Иоланты (Ирины), своей мачехи, которая ненавидела его, поскольку он был наследником в ущерб интересам её сыновей. Что до победителей-каталонцев, то они в течение следующих двух лет свободно грабили Фракию, потом опустошили Македонию и, наконец, ушли искать славы в Грецию.
Не лучшим оставалось и положение дел в Азии, где туркам удалось перерезать линию сообщения между Никомедией и Никеей (1307).

### Турецкая крепость (1314)
После ухода каталонцев в 1314 г. Фракию в свою очередь стали опустошать османские турки. В своё время они сопровождали каталонцев, огнём и мечом разорявших Македонию и Среднюю Грецию, и теперь со своей долей добычи возвращались домой. Турки просили разрешения пройти через ромейские области, что им было позволено, но Андроник II, поражённый количеством добычи и малочисленностью турок, решил, не прекращая говорить о дружбе и союзе, внезапно ударить по ним и отобрать всю добычу. План не удался вследствие небрежности ромейских полководцев, которые действовали слишком медленно и открыто. Раскрывшие их намерение турки, недолго думая, ворвались в ближайшую крепость, укрепили её и, получив помощь из Азии, занялись грабежом страны.
Михаилу пришлось собрать войско (собрали всех, кого только можно, включая простых крестьян, составивших большую часть византийской армии) и взять крепость в осаду. Византийцы были уверены в успехе, так как числом намного превосходили врагов: турок было всего 1300 конных и 800 пехотинцев. Но как только показались турецкие конники во главе со своим начальником по имени Халил, крестьяне внезапно обратились в бегство. Потом понемногу и остальные ромейские солдаты стали разбегаться. Когда же Михаил попытался привести войско в порядок, не оказалось решительно никого, кто бы мог его послушать. В отчаянии он сам, в слезах, обратился в бегство, дрожа от бессильной ярости и размышляя, что всё это явное наказание Божье за старые и новые грехи. Неприятели захватили в плен многих знатных ромеев, императорскую казну, корону (т. н. калиптру) и палатку; глумлясь над побеждённым императором, турок Халил возложил себе на голову корону византийских басилевсов. Это был настоящий позор.
Спас положение юный талантливый военачальник Филис Палеолог, попросивший у императоров разрешения самостоятельно набрать войско и командиров для борьбы с турками. Отобрав маленький отряд из самых боеспособных и храбрых, Филис, воин слабый телом, но сильный духом, у речки Ксирогипс удачно уничтожил 1200 османов, возвращавшихся в крепость с добычей и греческими пленниками, и после прибытия подкреплений от союзных Константинополю генуэзцев с малыми потерями принудил крепость к сдаче.

### Полководец-неудачник Михаил IX. Причины его поражений
Аланские, турецкие, каталонские, сербские наёмные отряды и временами простые крестьяне-ополченцы были теми единственными воинами, во главе которых Михаилу IX приходилось давать отпор врагу. Дело в том, что военная организация Византии к тому времени оказалась фактически уничтоженной после проведённых в жизнь Андроником II инициатив.
Андроник II — человек сугубо гражданский, посчитал неоправданно дорогим (с учётом оскудения казны) и нецелесообразным (принимая во внимание сильно уменьшившуюся в границах империю) содержание регулярной национальной армии. В теории с её ролью мог справиться профессиональный отряд наёмников, содержать который — опять же в теории — обходилось намного дешевле. Одними рассуждениями Андроник II и его советники не ограничились. Собственные вооружённые силы были вскоре распущены, и вместо них охранять границы Ромейской державы доверили наёмникам. Но византийские полководцы не смогли обуздать в своих новых солдатах трусость, жадность и непокорность, переходящую в открытый бунт и неповиновение в ряде случаев, что в поставило под сильное сомнение способность Византии давать отпор врагам и в конечном счёте привело её к гибели..
Покорный отцу Михаил IX оказался не тем человеком, который мог коренным образом поменять сложившуюся систему и одерживать победы, командуя крестьянским ополчением и разноплеменным наёмным сбродом, с которыми даже выдающийся полководец вряд ли мог совладать и многого добиться. Любопытно, что Филис Палеолог, единственный византийский военачальник, добившийся победы при Михаиле IX, начал с того, что совершенно отказался иметь дело с наёмниками и крестьянами-«воинами».

## Частная жизнь

### Семья

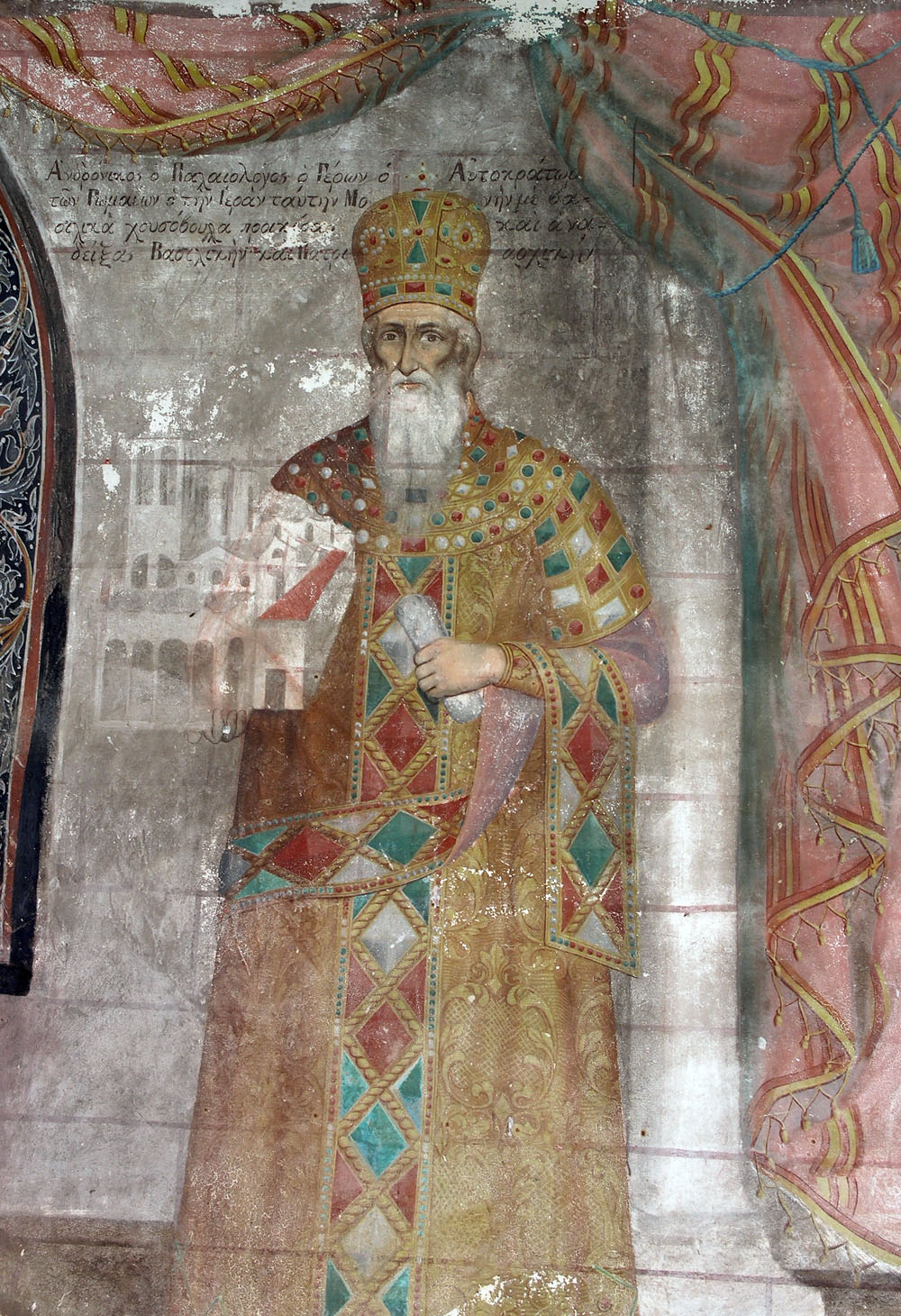
Андроник II, отец.

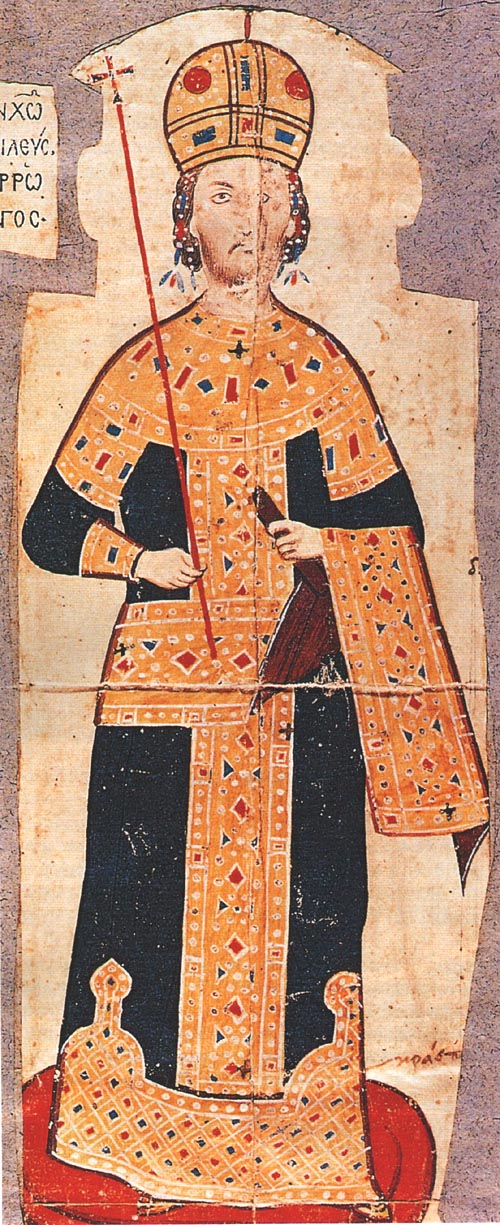
Андроник III, сын.

Михаил IX должен был стать мужем Екатерины де Куртене (ок. 1290), наследницы латинских императоров, носившей титул «императрицы Константинопольской». Брак был предложен Андроником II в надежде уменьшить угрозу восстановления державы латинян в Византии и примириться с Папским престолом и европейскими монархами, пугавшими Константинополь новым крестовым походом, однако после решительных протестов французского короля и длившихся несколько лет безрезультатных переговоров не состоялся.
Кроме Екатерины де Куртене Андроник II рассматривал ещё ряд претенденток. Брачные предложения из Константинополя поступили к сицилийскому и кипрскому дворам. Одно время все думали, что Михаил станет мужем Иоланты (сестры короля Федериго II), однако и этому не суждено было сбыться. Безрезультатным так же оказался «эпирский проект»: деспот Эпирский Никифор I собирался предложить свою дочь Тамару в жены Михаилу, но дальше слов дело не зашло. Наконец, Андроник отправил посольство к царю Киликийской Армении Левону. Хотя послы попали в плен к пиратам, император не сдавался, и совсем скоро отправил новую посольскую миссию, во главе с Феодором Метохитом и патриархом Иоанном XIII, просить руки киликийской царевны Риты (или Рикты (1278—1333), более известной в греческих текстах под именами Марии или Ксении).
Послы вернулись вместе с юной царевной, и по возвращении в Константинополь в храме св. Софии 16 января 1294 г. состоялось бракосочетание. Михаилу к тому времени исполнилось 16 лет; от Риты у него родилось двое сыновей и две дочери:
- Андроник III (1297—1341; соправитель Андроника II с 1325 года;единоличный император с 1328).
- Мануил, деспот, трагически погиб в 1320 году.
- Анна, ставшая деспиной Эпирской (ум. в 1320), в браке с деспотом Фомой. C 1318 г. — во втором браке с его племянником Николаем Орсини[27].
- Феодора (ум. 28 июля 1330). С 1308 года находилась в браке с царем Болгарии Святославом. После его смерти в 1323 году — во 2-м браке с новым болгарским царем Михаилом Шишманом[27].

Кроме законных детей Михаил IX имел от неизвестной женщины внебрачную дочь по имени Мария, получившую в народе прозвище «деспины мугулиев» (не путать с Марией Деспиной Монгольской и Марией Палеолог, внебрачными отцами которых были Михаил VIII и Андроник II соответственно). Её супругом стал правитель Персии Олджейту-ильхан.
Хотя Михаил имел много братьев и сестёр родных ему по отцу (мы знаем о Константине (1278—1335), Иоанне (1286—1308), Феодоре (1291—1338), Димитрии, Марии, Ирине и Симониде), только Константин был ему родным по матери.

### Отношения с мачехой
После смерти басилисы Анны Андроник II вступил в новый брак, выбрав себе в супруги одиннадцатилетнюю — Михаил IX оказался младше мачехи всего на несколько лет — Иоланту Монферратскую (в православии Ирину).
Как выяснилось впоследствии, этой девочке были не чужды честолюбие и ненависть к пасынку. В браке с Андроником II у Иоланты родилось трое сыновей, поэтому ей пришлись не по нраву перспективы того, что её пасынок Михаил IX в ущерб интересам её собственных детей унаследует всю Империю после отцовой смерти. Со временем Иолантой овладели бешеная ненависть к Михаилу и навязчивое желание привести своих детей к трону.

«Царица… не переставала и днём и ночью наедине надоедать ему [то есть Андронику II], чтобы он сделал одно из двух: или лишил царя Михаила царской власти и разделил её между её сыновьями, или же дал каждому из них особую часть и выделил особую долю из своей державы. Когда царь говорил, что нарушать завещанные и утверждённые многими веками законоположения государства невозможно, царица сердилась и прикидывалась пред супругом-царём различным образом: то она тосковала и говорила, что жить не хочет, если ещё при жизни не увидит на своих сыновьях царских знаков; то показывала вид, будто и не думает о своих детях, и держала себя неприступно, как бы заманивая супруга купить её прелести ценою выполнения её видов относительно её сыновей. Так как это случалось часто… то царь наконец потерял терпение… В заключение он возненавидел самое её ложе…»
После одной из ссор с мужем Иоланте вместе с сыновьями пришлось оставить Константинополь и удалиться в Фессалоники. Конфликт между Иолантой и Михаилом IX прекратился только после смерти императрицы (1317), успевшей, однако, перед смертью оскандалиться и прославиться недостойным поведением, попытками «вынести сор из избы» и рассказывать всякому встречному интимные и постыдные подробности своей замужней жизни.

### Смерть (1320)
В октябре 1319 г. Михаил IX был назначен отцом управлять Фессалониками, где, по сведениям Григоры, должен был попытаться положить конец длившейся много лет вражде между фессалийцами и пеласгами. 
Михаил умер от горя 12 октября 1320 г., не выдержав вестей о смерти своей дочери Анны и сына Мануила, тёмной ночью по ошибке заколотого убийцами, нанятыми Андроником (III), родным братом убитого.

«Когда же деспот Мануил умер от полученной раны и молва о том дошла до царя Михаила, проживавшего в Фессалонике; тогда — что и говорить? — она поразила его сердце глубже всякой стрелы, так что, подавленный неотвязчивыми мыслями о несчастном приключении, он подвергся страшной болезни, которая, спустя немного, свела его в могилу».
Согласно византийскому хронисту, имя которого до нас не дошло, император был похоронен там же, где и умер — в Фессалониках.

## Михаил IX и Церковь

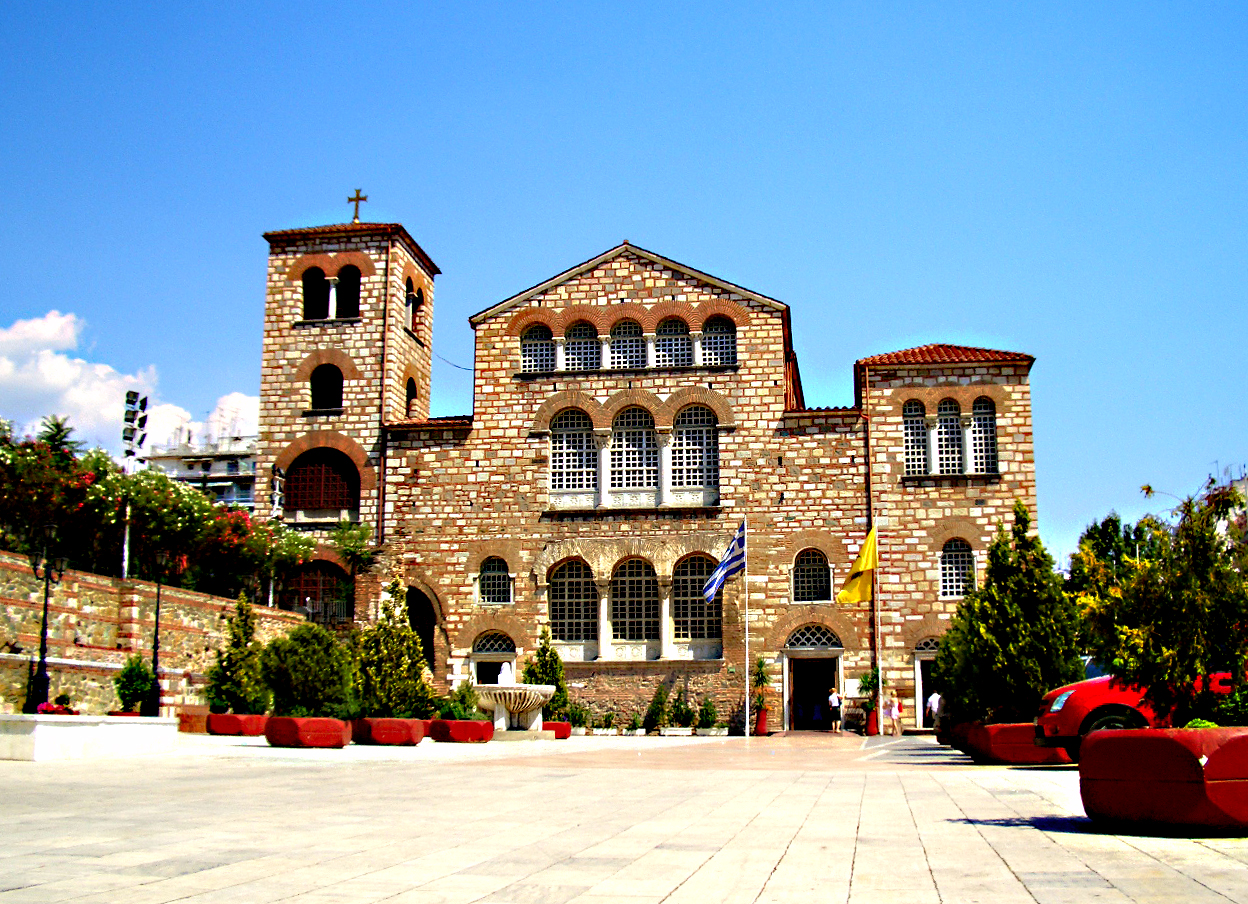
Храм св. Димитрия в Фессалониках, разрушенный в 1185 г. и восстановленный Михаилом IX.

Михаил IX был верующим человеком, известным большой любовью к Богу и преданностью Церкви. В последний период своей жизни в Фессалониках он почти полностью отреставрировал разрушенный норманнами в 1185 г. храм св. Димитрия — главный городской храм, посвящённый святому покровителю Фессалоник. В частности, под его руководством заново расписали своды, сделали крышу и подновили храмовые колонны.
В разные годы императором было издано большое количество церковных постановлений — хрисовулов. Наибольший интерес представляют его хрисовулы Иверскому (1310) и Хиландарскому (март 1305) монастырям (к тому времени разграбленным каталонцами после памятного поражения при Апрах) и монастырю Бронтохион (ноябрь 1318). Согласно этим документам, монахи названных монастырей освобождались от многих повинностей и налогов, в том числе от доставки государству съестных припасов и напитков. В хрисовуле Иверскому монастырю Михаил IX определил свою роль в стране и обществе как «покровителя подданных в интересах общей пользы».

## Галерея

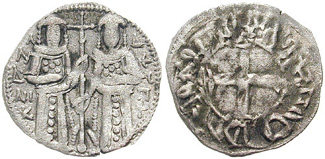
Михаил IX с отцом.
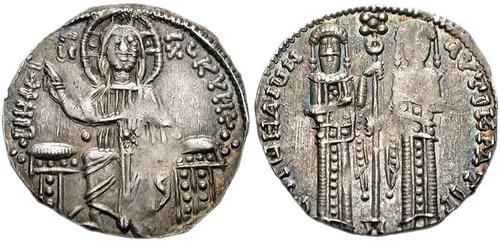
Михаил IX и Андроник II. Базиликон, серебро.
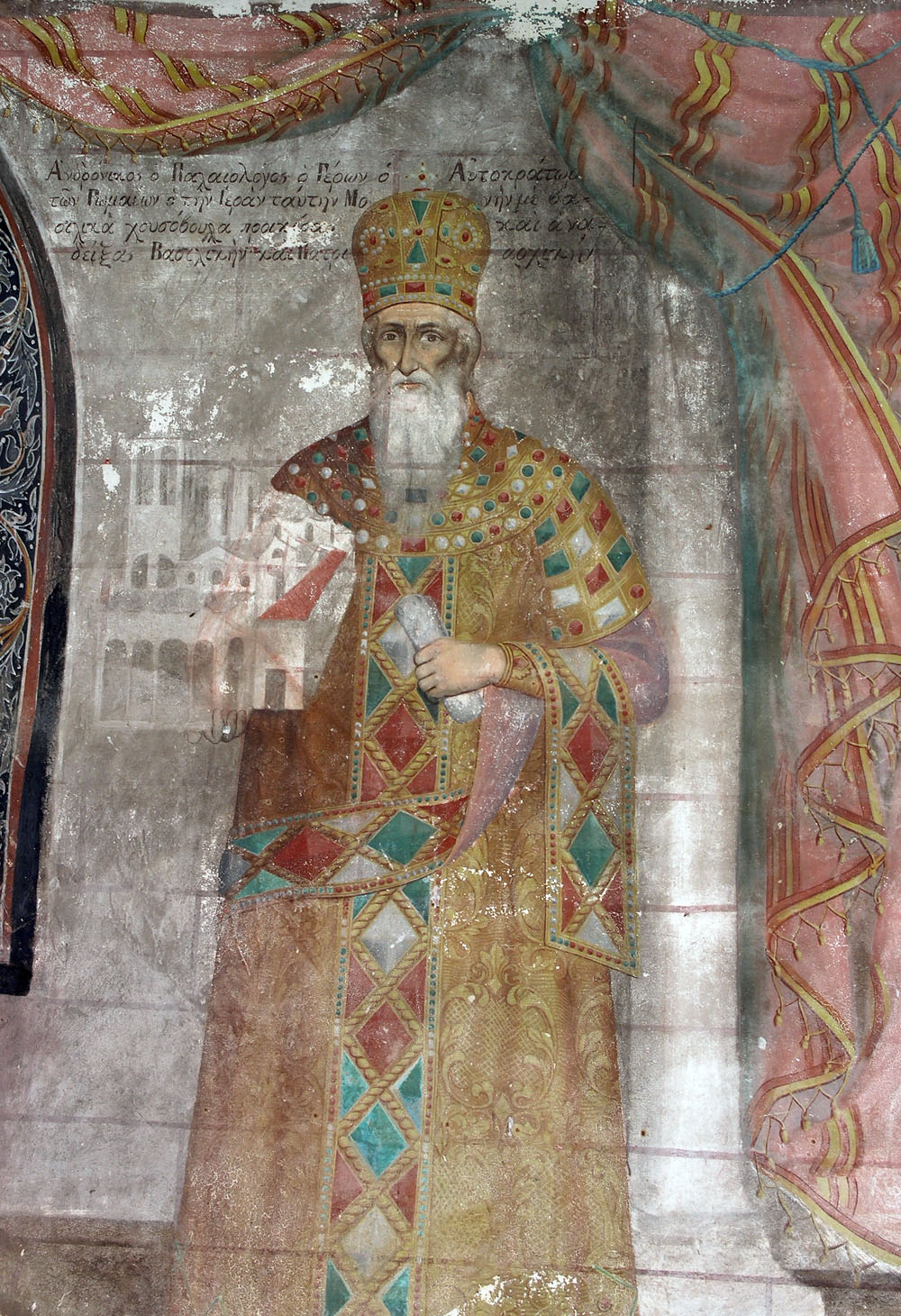
Андроник II.
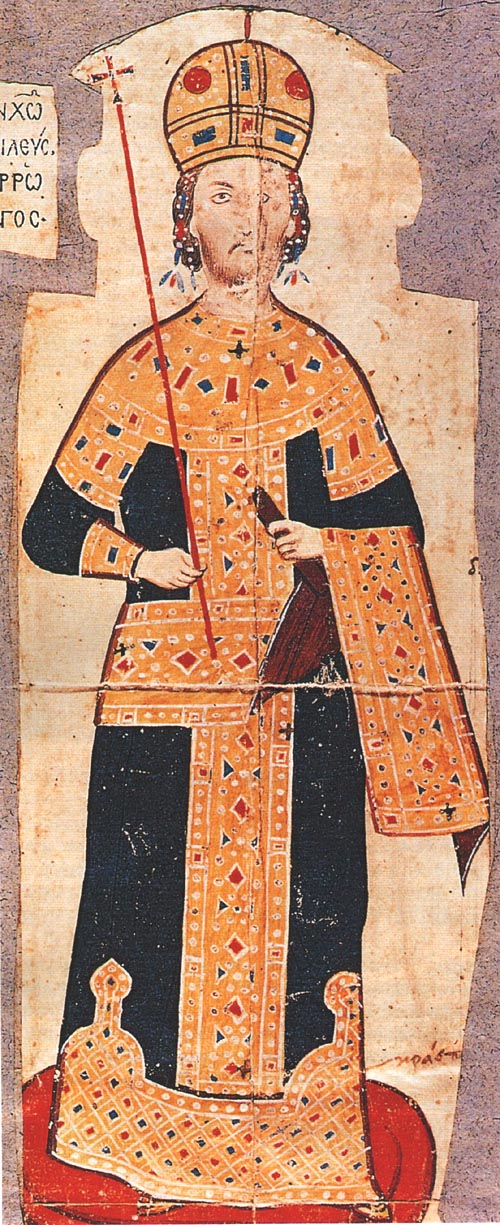
Андроник III.